# Морис, Жан-Эд
Жан-Эд Мори́с (фр. Jean-Eudes Maurice; род. 21 июня 1986, Альфорвиль, Франция) — гаитянский футболист, нападающий. Выступал за сборную Гаити.

## Клубная карьера
Морис начал карьеру на родине в клубе «Пари Сен-Жермен». 20 ноября 2009 года в матче против марсельского «Олимпика» он дебютировал в Лиге 1. 2 декабря в поединке против «Булони» Жан-Эд забил свой первый гол за парижан. Из-за высокой конкуренции и небольшой результативности Мориса в 2011 году он на правах аренды перешёл в «Ланс». 12 сентября в матче против «Амьена» Жан-Эд дебютировал в Лиге 2. 6 марта 2012 года в поединке против «Булони» Маорис забил свой первый гол за «Ланс». После возвращения в «ПСЖ» он вновь сразу же был отдан в аренду в «Ле-Ман». 28 сентября в поединке против «Анже» Морис дебютировал за новую команду. После возвращения из «Ле-Мана» Жан-Эд до окончания контракта выступал за дубль «ПСЖ».
Летом 2014 года на правах свободного агента Морис подписал контракт с индийским «Ченнайин». 4 ноября в матче против «Атлетико Калькутта» он дебютировал в индийской Суперлиге. 5 декабря в поединке против «Гоа» Жан-Эд забил свой первый гол за новую команду.
В начале 2015 года Морис перешёл в кипрский «Неа Саламина Фамагуста». 8 февраля в матче против «Анортосиса» он дебютировал в чемпионате Кипра. 26 апреля в поединке против «Айя-Напы» Жан-Эд забил свой первый гол за новую команду. Летом того же года он перешёл в «Эрмис».
В начале 2016 года Морис присоединился к вьетнамскому «Сайгону». 21 февраля в матче против «Хоангань Зялай» он дебютировал в V-Лиге. 13 марта в поединке против «Дананга» Жан-Эд забил свой первый гол за «Сайгон». Летом Морис стал свободным агентом, расторгнув контракт с клубом по обоюдному желанию. В начале 2017 года Жан-Эд подписал годичный контракт с казахстанским «Таразом». 12 марта в матче против «Кайсара» он дебютировал в казахстанской Премьер-лиге. 8 июля в поединке против «Атырау» Морис сделал «дубль», забив свои первые голы за «Тараз».
В начале 2018 года Жан-Эд присоединился к «Актобе». 31 марта в матче против «Кайрата» он дебютировал за новую команду.

## Международная карьера
2 сентября 2011 года в матче отборочного турнира чемпионата мира 2014 против сборной Виргинских островов он дебютировал за сборную Гаити. В этом же поединке он свой первый гол за национальную команду. ? октября в ответном матче Жан-Эд оформил первый в карьере хет-трик.
В 2013 году в составе сборной Морис принял участие в розыгрыше Золотого кубка КОНКАКАФ. На турнире он сыграл в матчах против сборных Гондураса, Сальвадора и Тринидада и Тобаго. В поединке против тринидадцев Жан-Эд сделал «дубль».
В 2015 году в составе сборной Морис принял участие в розыгрыше Золотого кубка КОНКАКАФ. На турнире он сыграл в матче против сборных Гондураса, США, Панамы и Ямайки.
В 2016 году Морис попал в заявку на участие в Кубке Америки в США. На турнире он сыграл в матчах против команд Бразилии и Эквадора.

### Голы за сборную Гаити
| #   | Дата             | Место                                                   | Противник          | Счет | Результат | Соревнование                        |
| --- | ---------------- | ------------------------------------------------------- | ------------------ | ---- | --------- | ----------------------------------- |
| 01. | 2 сентября 2011  | Сальвио Катор, Порт-о-Пренс, Гаити                      | Виргинские острова | 2:0  | 6:0       | Чемпионат мира 2014 (квалификация)  |
| 02. | 7 октября 2011   | Пол Джозеф, Санта-Крус, Американские Виргинские острова | Виргинские острова | 0:1  | 0:7       | Чемпионат мира 2014 (квалификация)  |
| 03. | 7 октября 2011   | Пол Джозеф, Санта-Крус, Виргинские острова              | Виргинские острова | 0:5  | 0:7       | Чемпионат мира 2014 (квалификация)  |
| 04. | 7 октября 2011   | Пол Джозеф, Санта-Крус, Виргинские острова              | Виргинские острова | 0:7  | 0:7       | Чемпионат мира 2014 (квалификация)  |
| 05. | 11 октября 2011  | Сальвио Катор, Порт-о-Пренс, Гаити                      | Кюрасао            | 1:2  | 2:2       | Чемпионат мира 2014 (квалификация)  |
| 06. | 8 сентября 2012  | Сальвио Катор, Порт-о-Пренс, Гаити                      | Сен-Мартен         | 7:0  | 7:0       | Карибский кубок 2012 (квалификация) |
| 07. | 10 сентября 2012 | Сальвио Катор, Порт-о-Пренс, Гаити                      | Бермуды            | 3:1  | 3:1       | Карибский кубок 2012 (квалификация) |
| 08. | 12 сентября 2012 | Сальвио Катор, Порт-о-Пренс, Гаити                      | Пуэрто-Рико        | 2:1  | 2:1       | Карибский кубок 2012 (квалификация) |
| 09. | 13 июля 2013     | Сан Лайф-стэдиум, Майами, США                           | Тринидад и Тобаго  | 1:0  | 2:0       | Золотой кубок КОНКАКАФ 2013         |
| 10. | 13 июля 2013     | Сан Лайф-стэдиум, Майами, США                           | Тринидад и Тобаго  | 2:0  | 2:0       | Золотой кубок КОНКАКАФ 2013         |
| 11. | 4 сентября 2015  | Крекет Стэдиум, Сент-Джорджес, Гренада                  | Гренада            | 0:1  | 1:3       | Чемпионат мира 2018 (квалификация)  |
| 12. | 10 октября 2015  | Би-би-ви-эй Компасс Стэдиум, Хьюстон, США               | Сальвадор          | 0:3  | 1:3       | Товарищеский матч                   |